# Przytulinka
Przytulinka, przytulia, krucjata (Cruciata Mill.) – rodzaj roślin z rodziny marzanowatych. Obejmuje 8 gatunków. Rośliny te występują w północnej Afryce, południowej, środkowej i wschodniej Europie (na tym kontynencie rośnie 5 gatunków) oraz w zachodniej Azji na wschodzie sięgając po zachodnie Himalaje i Syberię. W Polsce rosną jako rodzime dwa gatunki – przytulinka wiosenna C. glabra i przytulinka krzyżowa C. laevipes. Rośliny te rosną w murawach i stepach, w widnych zaroślach i lasach, w miejscach skalistych.

## Morfologia
PokrójRośliny roczne i byliny, zielne i drewniejące u nasady. Pędy rozgałęzione lub nierozgałęzione, nagie lub owłosione.
LiścieWyrastają w okółkach po 4. Blaszki lancetowate do kolistych, z jedną lub trzema głównymi wiązkami przewodzącymi.
KwiatyZebrane w krótkie wierzchotki skupione w okółkach w górnej części pędu. Centralny kwiat w wierzchotce jest obupłciowy, a po jego bokach rozwijają się kwiaty męskie (czasem ich brak). Kielicha brak. Korona z 4 żółtymi płatkami. Szyjka słupka zakończona główkowatymi znamionami.
OwoceRozłupnie rozpadające się na dwie (czasem jedną) jednonasienne rozłupki, nagie lub owłosione.

## Systematyka
Pozycja systematyczna
Rodzaj z rodziny marzanowatych (Rubiaceae), a w jej obrębie zaliczany jest do podrodziny Rubioideae i plemienia Rubieae. Gatunki z tego rodzaju bywają włączane do rodzaju przytulia Galium. Rodzaj jest blisko spokrewniony (prawdopodobnie siostrzanie) z rodzajem Valantia, ale oba tworzą klad zagnieżdżony w obrębie Galium.
Wykaz gatunków
- Cruciata articulata (L.) Ehrend.
- Cruciata elbrussica (Pobed.) Pobed.
- Cruciata glabra (L.) Opiz – przytulinka wiosenna
- Cruciata × grecescui (Prodan) Soó
- Cruciata laevipes Opiz – przytulinka krzyżowa
- Cruciata mixta Ehrend. & Schönb.-Tem.
- Cruciata pedemontana (Bellardi) Ehrend.
- Cruciata taurica (Pall. ex Willd.) Ehrend.
- Cruciata valentinae (Galushko) Galushko